# Estadio La Barranquita
La Barranquita es un estadio multiuso ubicado en la ciudad de Santiago de los Caballeros en la parte oriental de República Dominicana, tiene capacidad para 20.000 espectadores y es el segundo estadio más grande del país de entre los que se utilizan principalmente para practicar fútbol.